# 北羅索 (明尼蘇達州)
北羅索（英語：North Roseau）是位於美國明尼蘇達州羅索縣的一個未組織地區。

## 地方資料
北羅索的面積為309.95平方千米，當中陸地面積為309.91平方千米，而水域面積為0.04平方千米。根據2020年美國人口普查的數據，當地共有人口157人，而人口密度為每平方千米0.51人。